# Kazimierz Junosza-Stępowski
Kazimierz Junosza-Stępowski, né le 26 novembre 1880 à Venise, et mort le 5 juillet 1943 à Varsovie, est un acteur polonais. 

## Filmographie
- 1902 : Przygoda dorożkarza
- 1902 : Powrót birbanta
- 1916 : Ochrana warszawska i jej tajemnice
- 1916 : Studenci – Jan Paszkowski
- 1917 : Tajemnica Alei Ujazdowskich
- 1917 : Pokój nr 13
- 1917 : Jego ostatni czyn
- 1917 : Carat i jego sługi – Jerzy
- 1917 : Kobieta – comte Łaski
- 1918 : Mężczyzna – Jan Borowski
- 1918 : Złote bagno – le baron Oskar Rosset
- 1918 : Sezonowa miłość – Darski
- 1919 : Krysta – Łucki
- 1920 : Bohaterstwo polskiego skauta – porucznik Janicki
- 1920 : Córka pani X – Lord Nootword
- 1920 : Powrót- publicysta Jerzy Laski
- 1921 : Cud nad Wisłą – un agent bolchevique
- 1922 : Strzał – Jan Czarski/Ryszard Czarski syn Jana
- 1922 : Tajemnica przystanku tramwajowego - Le compte Roman Opolski
- 1927 : Uśmiech losu – Jan Kozłowski
- 1927 : Martwy węzeł – le détective
- 1927 : Ziemia obiecana – Karol Borowiecki
- 1930 : Tajemnica lekarza – Richard Parson
- 1930 : Wiatr od morza – Friedrich von Arffberg
- 1931 : Uwiedziona – Rawicz
- 1933 : Dzieje grzechu – Płaza-Spławski
- 1934 : Przebudzenie
- 1934 : La fille du général Pancratov – le général Pankratow
- 1934 : Vibrante jeunesse – professeur Pakotin
- 1935 : Dzień wielkiej przygody
- 1935 : Kochaj tylko mnie – Żarski
- 1936 : Ada! To nie wypada! – compte Orzelski
- 1936 : Bohaterowie Sybiru – oficer gwardii carskiej
- 1936 : Pan Twardowski – satan
- 1936 : Róża
- 1936 : Tajemnica panny Brinx – Karol Ulbert
- 1936 : Trędowata – Maciej Michorowski
- 1936 : Wierna rzeka – Olbromski
- 1937 : Ordynat Michorowski – Maciej Michorowski
- 1937 : Płomienne serca –
- 1937 : Ty, co w Ostrej świecisz Bramie – baron
- 1937 : Le Rebouteux – professeur Rafał Wilczur, alias Antoni Kosiba
- 1937 : Dziewczęta z Nowolipek – Mossakowski
- 1938 : Sygnały – Filip
- 1938 : Rena – procurateur Garda
- 1938 : Kobiety nad przepaścią – Wolak
- 1938 : Wrzos
- 1938 : Druga młodość – Ludwik Mohort
- 1938 : Ostatnia brygada – Kulcz
- 1938 : Profesor Wilczur – professeur Rafał Wilczur
- 1938 : Florian (pl) – grand-père Wereszczyński
- 1938 : Moi rodzice rozwodzą się – Józef Nałęcz
- 1938 : Za winy niepopełnione – Józef Holski
- 1939 : U kresu drogi – Jan Turwid
- 1939 : Kłamstwo Krystyny – père de Marlecka
- 1939 : Doktór Murek – Jaźwicz